# UTC-8
UTC-8, наричано още Американско тихоокеанско стандартно време, или -8 часа извадени от Координираното универсално време (UTC) съответства на следните часови зони: Тихоокеанска часова зона (части от тихоокеанските крайбрежия на Канада, САЩ и Мексико), Аляско лятно часово време и Остров Клипъртово стандартно време.
В САЩ, щатите Калифорния и Вашингтон са изцяло в тази часова зона. Почти целият щат Невада освен градовете Западен Уендовър и Джакпот спадат към тази часова зона. Също така северната част на щата Айдахо и почти цялата територия на щата Орегон освен по-голямата част от окръг Малхир спадат към тази зона също.
В Канада почти цялата провинция Британска Колумбия, освен коридора около магистрала 95 и части от град Форт Сейнт Джон, спада към тази часова зона, както и Юкон и град Тънгстен (Северозападни територии)
В Мексико под тази часова зона спада цялата част на щата Долна Калифорния като това е единствената част на Мексико в тази часова зона.

## Стандартно време (зимен сезон)
Цялата част на щата Долна Калифорния е под Стандартно тихоокеанско време, като това е единствената част на Мексико в тази часова зона.

## Лятно часово време (летен сезон)
По голямата част от Тихоокеанската часова зона се придържа към Тихоокеанско лятно часово време (UTC-7) през летните месеци с изключение на районите около градчетата Доусън Крийк и Крестън в Британска Колумбия.

## През цялата година (без промяна)
Районите около градчетата Доусън Крийк и Крестън в Британска Колумбия, Канада.

## Главни градове в Тихоокеанската часова зона
- - Над 1 000 000 жители
- Ванкувър
- Лас Вегас
- Лос Анджелис
- Сан Диего
- Тихуана

- - Над 700 000 жители
- Сан Франциско
- Сан Хосе

- - Над 400 000 жители
- Лонг Бийч
- Мексикали
- Оукланд
- Портланд
- Сакраменто
- Сиатъл
- Фресно

- - Над 200 000 жители
- Анахайм
- Бейкърсфилд
- Виктория
- Енсенада
- Модесто
- Ривърсайд
- Рино
- Санта Ана
- Спокейн
- Стоктън
- Такома
- Фримонт

## Главни градове в Аляското лятно часово време
- Анкоридж